# Túmulo de Ester e Mordecai

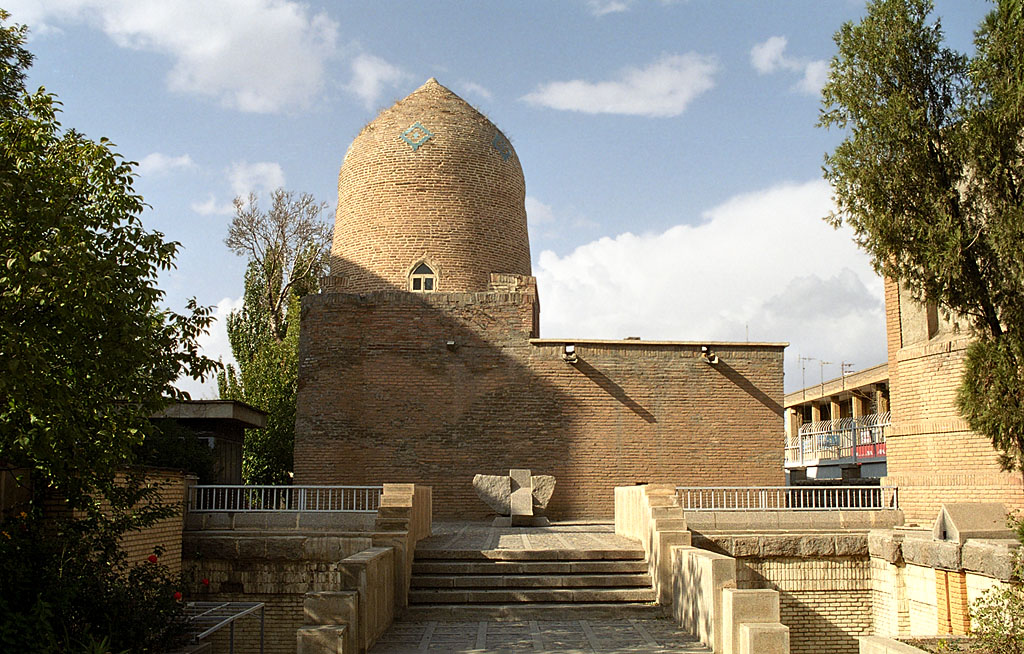
Túmulo de Ester e Mordechai

O túmulo de Ester e Mordecai está situado em  Hamadan, Irã. Os judeus iranianos crêm que abriga os restos mortais da rainha bíblica Ester e de seu primo Mordecai. E é o local de peregrinação mais importante para os judeus no Irã. Não há menção a isso nem no Bavli ou no Talmude de Jerusalém e a tradição judaica iraniana não foi apoiada por judeus além do Irã.

## História
A tumba de Ester e Mordecai está em Hamadan, dentro de um mausoléu que se acredita ter sido construído em 1600, e é atestado pela primeira vez no século XI. Benjamin de Tudela visitou a cidade, na qual ele calculou que havia 50.000 habitantes judeus, e descreveu o túmulo como em frente à sinagoga.